# 红辣槁树
红辣槁树（学名：Cinnamomum kwangtungense）为樟科肉桂属的植物，是中国的特有植物。分布于中国大陆的广东等地，一般生长在阴坡上，目前尚未由人工引种栽培。

## 命名
种加词kwangtungense意为“广东的”。

### 别名
红叶辣汁树（广东从化）